# تسیناندالی
تسیناندالی (به لاتین: Tsinandali) یک منطقهٔ مسکونی در گرجستان است که در کاختی واقع شده‌است. تسیناندالی ۲٬۶۷۵ نفر جمعیت دارد.